# Chthonerpeton
Chthonerpeton es un género de anfibios gimnofiones de la familia Typhlonectidae.
Se distribuyen por Brasil, Uruguay, norte de Argentina, zona amazónica de Ecuador y quizá Paraguay.

## Especies
Se conocen las siguientes especies:
- Chthonerpeton arii Cascon y Lima-Verde, 1994.
- Chthonerpeton braestrupi Taylor, 1968.
- Chthonerpeton exile Nussbaum y Wilkinson, 1987.
- Chthonerpeton indistinctum (Reinhardt y Lütken, 1862).
- Chthonerpeton noctinectes Silva, Britto-Pereira y Caramaschi, 2003.
- Chthonerpeton onorei Nussbaum, 1986.
- Chthonerpeton perissodus Nussbaum y Wilkinson, 1987.
- Chthonerpeton viviparum Parker y Wettstein, 1929.